# セントポール・チャールズタウン教区
セントポール・チャールズタウン教区（英語: Saint Paul Charlestown Parish）は、セントクリストファー・ネイビスの行政教区のひとつ。ネイビス島に位置する。
面積は国内の教区の中では最も小さく、また人口も1,847人（2011年国勢調査）と非常に少ない。ネイビス島の首都であるチャールズタウンのみで構成されており、ネイビス政府や多くの史跡が集中する島の中心地である。

## 都市
- チャールズタウン（Charlestown）

## 出身人物
- アレクサンダー・ハミルトン - アメリカ合衆国憲法の起草者、アメリカ合衆国建国の父の1人。